# Berlin-Friedrichshain
Friedrichshain is een stadsdeel binnen het district Friedrichshain-Kreuzberg in de Duitse hoofdstad Berlijn. Tot 2001 was het een zelfstandig district. Tijdens het nazitijdperk droeg het de naam Horst-Wessel-Stadt.
Friedrichshain lag vroeger in Oost-Berlijn, en heeft zich na die Wende als een hip stadsdeel ontwikkeld. Het staat bekend als uitgaansgebied en er wonen veel jonge mensen.

## Geografie
Het stadsdeel Friedrichshain dankt zijn naam aan het Volkspark Friedrichshain in het noorden. Friedrichshain ligt ten oosten van Mitte in het voormalige Oost-Berlijn. De zuidwestelijke grens met Kreuzberg en Alt-Treptow wordt gevormd door de Spree. Stralau is een landtong en het zuidelijkste punt van Friedrichshain en wordt omgeven door de Spree en de Rummelsburger See. In het oosten grenst het stadsdeel aan Rummelsburg en Lichtenberg, waar de grens gevormd wordt door een deel van het S-Bahn-tracé. In het noorden grenst Friedrichshain aan Prenzlauer Berg.

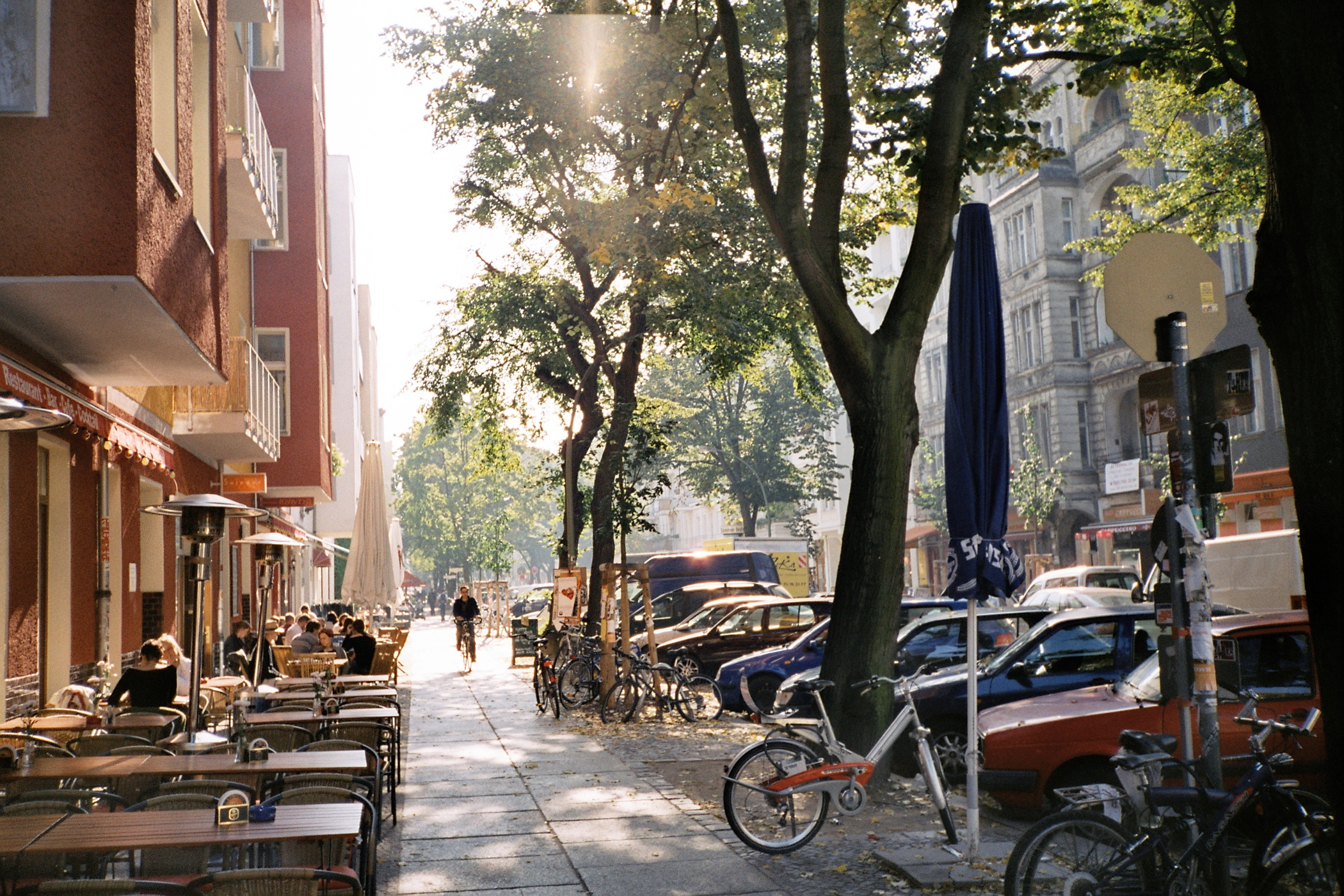
De Simon-Dach-Straße in het hart van Friedrichshain

## Geschiedenis

### Overzicht
Friedrichshain is historisch verdeeld in de gebieden Stralauer Vorstadt (enkel het oosten), Boxhagen, Stralau, Samariterviertel en het oosten van Königsstadt, evenals de kolonie Friedrichsberg, die voorheen toebehoorde aan Lichtenberg. Vóór 1920 liepen de stadsgrenzen van Berlijn dwars door de wijk. Pas met de reorganisatie van de stad Berlijn in de jaren twintig ontstond de huidige wijk als wijk. 

### Voorgeschiedenis
Het oudste gedeelte van het huidige stadsdeel is het middeleeuwse vissersdorp Stralau, dat op een schiereiland gelegen is. Boxhagen bestaat al van voor de 16de eeuw en Friedrichsberg werd in 1770 gesticht. Het grootste deel van Friedrichshain is terug te voeren op de voormalige voorsteden van het oude Berlijn, namelijk de delen Königsstadt en Stralauer Vorstadt, wat nu het grootste deel van de wijk vormt. 

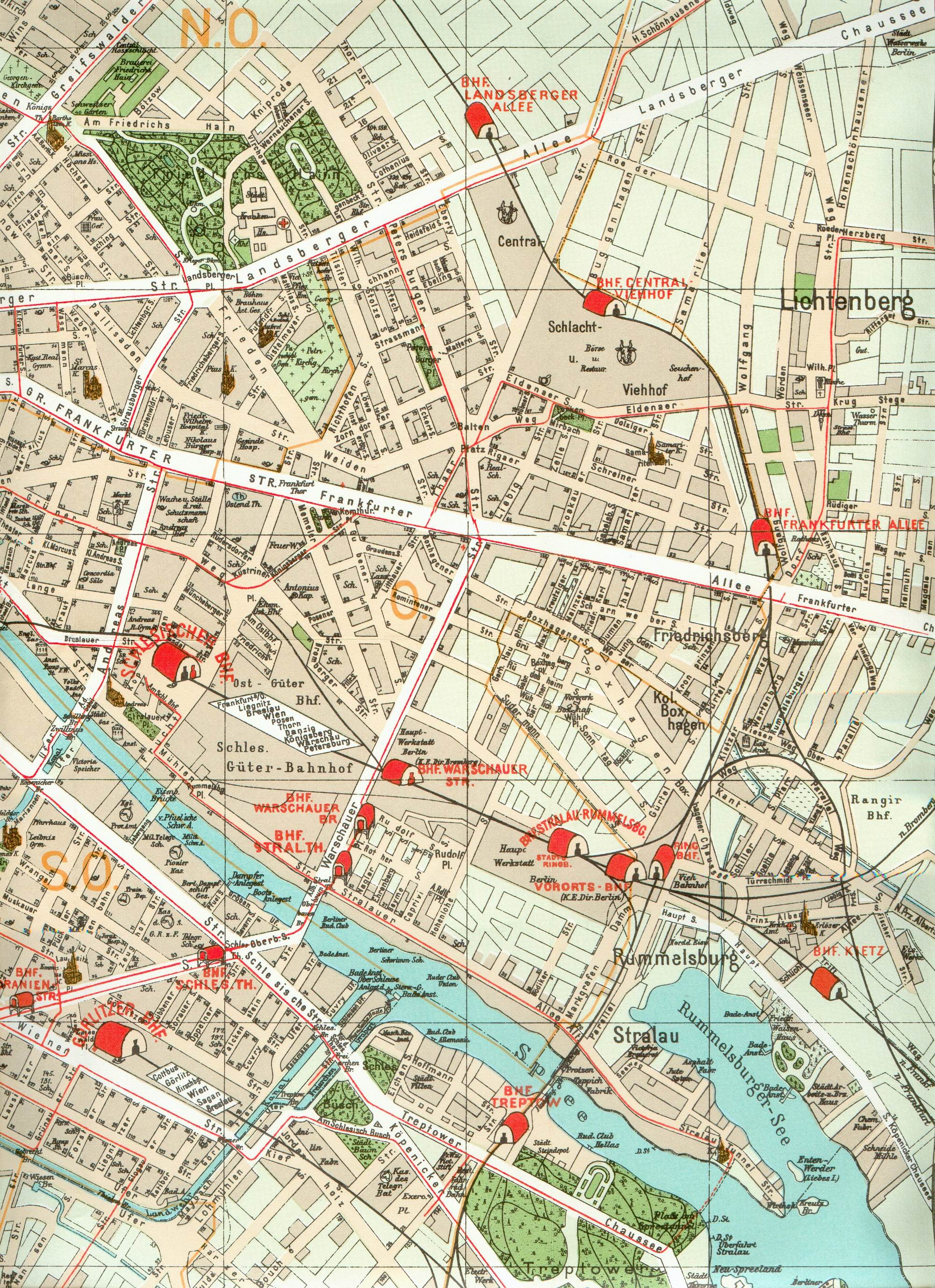
Overzichtskaart uit 1902

Stralauer Vorstadt ontstond in de 17de eeuw ten oosten van de oude stadsgrens. Tot de 19de eeuw werd de vrij landelijke wijk Stralau voornamelijk gebruikt voor tuinbouw. 
Met de bouw van het Frankfurter Bahnhof in 1842 kwam er meer en meer bebouwing, ook kwam er veel industrie (textiel, houtverwerking, papierfabriek, voedselindustrie, ijzergieterijen en machinefabrieken). Met het Ostbahnhof, het Wriezener Bahnhof en goederenstations kwam er ook meer en meer spoorwegverkeer naar Friedrichshain. Tegen 1920 was de Stralauer Vorstadt steeds meer uitgebreid naar het oosten en grensde tot aan Boxhagen en Friedrichsberg, die destijds tot de stad Lichtenberg behoorden. Het Samariterviertel en het Schlachthofgelände (dat inmiddels niet meer tot Friedrichshain behoort) behoorden ook tot de Stralauer Vorstadt, net zoals Rudolfkiez. Stralau zelf behoorde niet tot de Stralauer Vorstadt. 

### Interbellum
In 1920 kwam Groot-Berlijn tot stand en werd zo het district Friedrichshain gevormd. Dit was een nieuwe naam voor het gebied en dankte zijn naam aan een park aan de rand van het toenmalige districht dat vernoemd werd naar de Pruisische koning Frederik II. Nadat de NSDAP aan de macht kwam in 1933 werd Friedrichshain omgedoopt in Horst-Wessel-Stadt, naar één van hun idolen die in 1930 door communisten werd vermoord. 
Met de herindeling van 1938 veranderde het district aanzienlijk toen delen van Lichtenberg ten westen van de Ringbahn bij Horst-Wessel-Stadt gevoegd werden (Friedrichsberg en Boxhagen). Het inwonersaantal steeg hierdoor van 289.000 naar 353.000. Tijdens de Tweede Wereldoorlog werd een groot deel van het gebied verwoest.

### Naoorlogse tijd
In juni 1945 werd de naam terug gewijzigd in Friedrichshain. Na de opsplitsing van Berlijn kwam Friedrichshain in Oost-Berlijn te liggen. De overgang naar West-Berlijn was de Oberbaumbrücke. In het kader van de wederopbouw werd de Stalinallee aangelegd, die in 1961 omgedoopt werd in Karl-Marx-Allee. De historische bebouwing ging vaak verloren en er werden veel prefabwoonwijken gebouwd. 
Na die Wende werden vele panden in de wijk gekraakt, vaak door mensen uit het voormalige West-Berlijn. Aan het einde van de jaren 90 ontwikkelde het gebied rond de Simon-Dach-Straße zich tot een caféwijk met veel kleine winkels die veel jongeren aantrok, maar ook toeristen. Er werden ook vele oude gebouwen gerenoveerd.

## Verkeer
Station Ostkreuz wordt beschouwd als het drukste station van Berlijn met 1500 treinen per dag die er halt houden. De Stadtbahn en Ringbahn kruisen zich hier. In 2007 werd het station uitgebreid verbouwd en sinds 2015 is het ook aangesloten op het regionale treinnetwerk. Verder bevinden ook de stations Ostbahnhof, één van de drukste stations van Duitsland; Station Warschauer Straße (Stadtbahn) en Station Frankfurter Allee (Ringbahn) zich nog in Friedrichshain. 
In de jaren 1895-1899 werd tussen Stralau en Treptow een tunnelspoorlijn aangelegd waar een tram over liep, echter werd deze in 1932 stopgezet en werd de tunnel wegens oorlogsschade gedempt in 1948. 
De metrolijnen U1 en U3 lopen door het stadsdeel, in station Warschauer Straße kan overgestapt worden op de S-Bahnen (S3, S5, S7, S75 en S9). 
Al vanaf de jaren 1870 reden er trams, aanvankelijk paardentrams. Na de oorlog verdwenen tot in de jaren zestig enkele routes al zijn er nu nog steeds enkele lijnen in gebruik. 

## Sport
Berolina SC 01, een voorloper van de huidige voetbalclub FSV Berolina Stralau speelde voor de Tweede Wereldoorlog twaalf seizoenen in de hoogste klasse, de club speelt op de Laskersportplatz. SFC Friedrichshain speelt op de Kurt-Ritter-Sportplatz.

## Bezienswaardigheden
- Frankfurter Tor
- Oberbaumbrücke
- East Side Gallery
- Berlin Ostbahnhof
- Karl-Marx-Allee
- Volkspark Friedrichshain
- Molecule Man

Friedrichshain |
Kreuzberg